# ラヴクラフトカントリー 恐怖の旅路
『ラヴクラフトカントリー 恐怖の旅路』（ - きょうふのたびじ、原題: Lovecraft Country）は、2020年に放送されていたアメリカ合衆国のテレビドラマシリーズ。黒人青年が行方不明の父親を探しに1950年代のジム・クロウ時代のアメリカを縦断する姿を描く。製作総指揮はミーシャ・グリーン、ジョーダン・ピール、J・J・エイブラムスほか、出演はジャーニー・スモレット＝ベル、ジョナサン・メジャース、アーンジャニュー・エリスなど。アメリカでは2020年8月16日からHBOで放送が開始された。日本では2020年10月24日からスターチャンネルで日本語字幕・吹き替え版が配信された。
2021年7月、HBOはシリーズ打ち切りを発表した。
2023年3月、マット・ラフによる原作小説「ラブクラフト・カントリー」の邦訳が日本で出版された。

## あらすじ
舞台は1950年代、ジム・クロウ時代のアメリカ。行方不明の父親を探す黒人青年がアメリカを縦断する旅に出る。その道中で人種差別という現実の恐怖とモンスターの襲撃という非現実的恐怖に脅かされる。

## キャスト
括弧内は日本語吹き替え版声優。

### メイン
レティーシャ・ルイス (レティ)
演 - ジャーニー・スモレット＝ベル（志田有彩）
アティカス・フリーマン (ティック)
演 - ジョナサン・メジャース（杉村憲司）
ヒッポライタ・フリーマン
演 - アーンジャニュー・エリス（小若和郁那）
ジョージ・フリーマン
演 - コートニー・B・ヴァンス（手塚秀彰）
ルビー・バティスト
演 - ウンミ・モサク（ちふゆ）
クリスティーナ・ブレイスホワイト
演 - アビー・リー・カーショウ（伊藤静）
Ji-Ah
演 - ジェイミー・チャン（うえだ星子）
ダイアナ・フリーマン (ディー)
演 - ジェイダ・ハリス（神戸光歩）
モントローズ・フリーマン
演 - マイケル・ケネス・ウィリアムズ（多田野曜平）

### リカーリング
ウィリアム
演 - ジョーダン・パトリック・スミス（花輪英司）
Dell/Hillary
演 - ジェイミー・ニューマン（吉田麻実）
Dora Freeman
演 - エリカ・タゼル
Captain Seamus Lancaster
演 - マック・ブラント（綱島郷太郎）
Samuel Braithwhite
演 - トニー・ゴールドウィン（井上和彦）
Tree
演 - デロン・J・パウエル（大泊貴揮）

## エピソード
| 通算 話数 | タイトル                                | 監督                     | 脚本                                                     | 放送日         | U.S.視聴者数 (百万人) |
| --------- | --------------------------------------- | ------------------------ | -------------------------------------------------------- | -------------- | --------------------- |
| 1         | "サンダウン" "Sundown"                  | Yann Demange             | Misha Green                                              | 2020年8月16日  | 0.760                 |
| 2         | "月に降りた白人" "Whitey's on the Moon" | ダニエル・サックハイム   | Misha Green                                              | 2020年8月23日  | 0.867                 |
| 3         | "聖なる亡霊" "Holy Ghost"               | ダニエル・サックハイム   | Misha Green                                              | 2020年8月30日  | 0.747                 |
| 4         | "蛮行の歴史" "A History of Violence"    | Victoria Mahoney         | Misha Green Wes Taylor                                   | 2020年9月6日   | 0.630                 |
| 5         | "怪事" "Strange Case"                   | Cheryl Dunye             | Misha Green and Jonathan I. Kidd & Sonya Winton-Odamtten | 2020年9月13日  | 0.744                 |
| 6         | "Meet Me in Daegu"                      | ヘレン・シェイヴァー     | Misha Green Kevin Lau                                    | 2020年9月20日  | 0.737                 |
| 7         | "I Am."                                 | Charlotte Sieling        | Misha Green Shannon Houston                              | 2020年9月27日  | 0.755                 |
| 8         | "Jig-a-Bobo"                            | Misha Green              | Misha Green Ihuoma Ofordire                              | 2020年10月4日  | 0.627                 |
| 9         | "Rewind 1921"                           | ジェフリー・ナックマノフ | Misha Green & Jonathan Kidd & Sonya Winton               | 2020年10月11日 | 0.671                 |
| 10        | "Full Circle"                           | Nelson McCormick         | Misha Green Ihuoma Ofordire                              | 2020年10月18日 | 0.881                 |

## 製作
2017年5月16日、HBOが本作を発注したことを発表した。ショーランナーはミーシャ・グリーンが務め、エグゼクティブプロデューサーにミーシャ・グリーン、ジョーダン・ピール、J・J・エイブラムス、ベン・スティーブンソンが名を連ねた。
主な撮影は2018年7月16日にイリノイ州シカゴで始り、エルバーンのシカゴ・シネスペース・フィルム・スタジオ、マウントモリスのホワイトパインズ州立公園、ジョージア州アトランタとメーコンのブラックホール・スタジオでも撮影されたと報じられている。

### 批評
本作は批評家から高い評価を受けている。批評集積サイトのRotten Tomatoesに103件のレビューがあり、批評家支持率は87%、平均点は10点満点で8.34点となっている。また、Metacriticには41件のレビューがあり、加重平均値は79/100となっている。